# Rainforest Foundation Norway
Rainforest Foundation Norway (RFN) es una organización no gubernamental (ONG) que trabaja para proteger las selvas tropicales del mundo y asegurar los derechos legales de sus habitantes. Es una de las organizaciones de selva tropical más grandes del mundo y colabora con alrededor de 70 organizaciones ambientales, indígenas y de derechos humanos locales y nacionales en 7 países de selva tropical en la región amazónica, África central y el sudeste asiático. La organización trabaja para ayudar a las personas a asegurar sus derechos y aumentar el nivel de compromiso de las personas con la protección de la selva tropical; para evitar que las políticas y los intereses comerciales contribuyan a la destrucción de la selva tropical; y consolidar políticas y prácticas que sirvan para protegerla. RFN participa en el trabajo de promoción en procesos internacionales clave relacionados con los problemas de la selva tropical.
Rainforest Foundation Norway fue fundada en 1989 y hoy en día es una de las organizaciones líderes en Europa en el campo de la protección de la selva tropical. Forma parte de la red Rainforest Foundation, con organizaciones hermanas independientes en Estados Unidos y Reino Unido: Rainforest Foundation US y Rainforest Foundation UK.
RFN es una fundación y sus operaciones están financiadas por autoridades públicas, así como por donantes privados, fondos internacionales y patrocinadores.

## Historia
Rainforest Foundation Norway se fundó en 1989, luego de la formación de Rainforest Foundation el mismo año por Sting y su esposa Trudie Styler después de que el líder del pueblo indígena Kayapó de Brasil, el Jefe Raoni, les hiciera una solicitud personal para que ayudaran a su comunidad. proteger sus tierras y su cultura. RFN en ese momento comprendía la rama noruega de la red internacional Rainforest Foundation. En 1996, se convirtió en una fundación independiente, con cinco organizaciones miembro noruegas. Desde el inicio de la organización, el director ejecutivo fue Lars Løvold hasta marzo de 2018, excepto en los años 2013-2014 cuando Dag Hareide estuvo al frente de la organización. Desde marzo de 2018, Øyvind Eggen es el Secretario General.

## Enfoque para la protección de la selva tropical
Rainforest Foundation Norway adopta un enfoque basado en los derechos para la protección de la selva tropical. Su enfoque se basa en la noción de que los pueblos que durante generaciones han desarrollado sus culturas y sociedades en interacción equilibrada con los ecosistemas altamente complejos pero vulnerables de la selva tropical tienen derechos fundamentales sobre estas áreas. Con el fin de lograr su objetivo de implementar la gestión de bosques tropicales basada en derechos en áreas significativas de bosques tropicales en los 12 países donde RFN y sus socios están activos, RFN apoya programas y proyectos en cooperación con organizaciones locales, pueblos indígenas y poblaciones tradicionales de los bosques tropicales. También busca cambios en las políticas y prácticas de los gobiernos, organismos intergubernamentales y empresas privadas; y generar y fortalecer la conciencia y la acción pública nacional e internacional. Además, la organización ha adoptado un enfoque que hace hincapié en el fortalecimiento de la sociedad civil como un objetivo importante en los países en los que opera. Sobre esta base, ha priorizado la construcción de alianzas a largo plazo con organizaciones locales y nacionales que comparten sus objetivos clave, así como el apoyo al desarrollo de asociaciones indígenas y organizaciones comunitarias representativas.

## Programas
Con su objetivo de preservar la selva tropical, Rainforest Foundation Norway aboga por los derechos de sus habitantes indígenas al proporcionar subvenciones relacionadas con proyectos, experiencia en desarrollo de capacidades y asistencia técnica directa a sus socios locales en el terreno, incluidas las comunidades indígenas y las organizaciones de base. Además de trabajar directamente con estos grupos a través de actividades de programas en las comunidades locales, RFN los apoya indirectamente a través de políticas, actividades de promoción e información destinadas a garantizar los derechos, establecer territorios indígenas y proteger la selva tropical.